# Anita Kralj
Anita Kralj (poročena: Pavkovič), slovenska pevka in glasbena pedagoginja, * 21. november 1989, Maribor.

## Življenje in delo
Po končani osnovni šoli je obiskovala Konservatorij za glasbo in balet v Mariboru, kjer je maturirala iz predmeta klavir. Vzporedno je obiskovala tudi Škofijsko orgelsko šolo. Po končani srednji šoli se je odločila za študij orgel in glasbene pedagogike na Akademiji za glasbo v Ljubljani, kjer je leta 2014 magistrirala. Študij je nadaljevala na Univerzi za glasbo in upodabljajočo umetnost v Gradcu, kjer je študirala orglarstvo. Kasneje se je zaposlila kot učiteljica klavirja in orgel v Glasbeni šoli v samostanu Sv. Petra in Pavla na Ptuju.
Anita je lastne pesmi začela snemati pri rosnih desetih letih leta 1999. Njen talent je odkril Božo Čobec iz skupine Rdeči dečki, ki jo je predstavil Edvinu Fliserju, nekdaj članu skupine Pepel in kri, ki je postal njen mentor. Najbolj je postala prepoznavna po skladbi Pri Sveti Trojici sem doma, ki jo je izdala na istoimenskem prvem albumu leta 2001. Leta 2014 je tako na 14. Miklavževem koncertu v Benediktu z gosti obeležila 15-letnico glasbene kariere.
Poznana je po vsakoletnem Miklavževem koncertu. Na začetku jih je organizirala skupaj s starši v Sveti Trojici v Slovenskih goricah ali v Lenartu, pozneje pa so jih preselili v Benedikt. Nekaj koncertov je v tamkajšnji večnamenski športni dvorani, ki sprejme okoli 2000 obiskovalcev, organizirala v okviru Kulturno-glasbenega društva Benedictus skupaj s partnerjem Denisom Poštrakom. Pozneje so se njune poti ločile in 1. julija 2017 se je poročila z Urošem Pavkovičem ter prevzela njegov priimek. Kot umetnica še naprej deluje pod imenom Anita Kralj.
S pesmijo Ni trnja brez greha je leta 2013 osvojila Grand Prix 11. Medžimurskega festivala zabavne glasbe v Čakovcu. Skladba je bila v Sloveniji poslana na razpise za različne festivale, vendar zmeraj zavrnjena. S to zmago je postala prva Slovenka z glavno nagrado na katerem izmed pomembnejših hrvaških festivalov, obenem pa je pomembno tudi dejstvo, da je nastopila s skladbo v slovenščini.
Poleg petja in poučevanja orgel ter klavirja se sedaj ukvarja tudi z vodenjem otroškega cerkvenega zbora v župniji Sveta Trojica v Slovenskih goricah in lastnega dekliškega zbora Vox Angelica.

## Povezani ustvarjalci
Njen prvi mentor je bil Edvin Fliser, s katerim je leta 2000 začela svojo glasbeno pot. Kasneje v svoji pevski karieri je nastopala s priznanimi glasbeniki, med katerimi so Oto Pestner, Beneški fantje, Nace Junkar, Alfi Nipič, Tereza Kesovija ter drugi.

## Diskografija
Anita Kralj je do sedaj izdala 7 albumov:
1. Pri Sveti Trojici sem doma (2001)
2. Srček razbija (2003)
3. Zapojmo za prijatelje (2004)
4. Srečno dekle (2005)
5. Pravljična noč (2007)
6. Igra mojega srca (2010)
7. Utrinek za dva (2017)